# Jan z Kluczborka
Jan z Kluczborka (ur. ok. 1370 w Kluczborku, zm. ok. 1436 we Wrocławiu) – polski filozof, teolog.

## Życiorys
Po ukończeniu szkoły parafialnej w Kluczborku, rozpoczął naukę na uniwersytecie praskim, gdzie w 1389 uzyskał stopień bakałarza na Wydziale Artium, a w 1397 został promowany na magistra artium przez Jana z Ziębic (Münsterberg). W latach 1404–1409 studiował teologię w Akademii Krakowskiej. Jako jeden z pierwszych został promowany doktorem. Miał udział przy tworzeniu Biblioteki Jagiellońskiej, przekazał na ten cel swoje manuskrypty. W 1423 opuścił Kraków i udał się do Kluczborka, gdzie ufundował  stypendium dla najzdolniejszych, biednych uczniów. Potem udał się do Wrocławia do klasztoru augustianów na Piasku, gdzie pozostał do końca swojego życia.
W swoich rękopisach piętnował nadużycia Krzyżaków i wyrażał zadowolenie z sukcesów Polski. W 1410 wygłosił wykład na cześć króla Władysława Jagiełły i jego zwycięstwa nad Krzyżakami pod Grunwaldem. Jest autorem licznych dzieł z zakresu teologii.